# Hydrosmecta
Hydrosmecta is een monotypisch geslacht van kevers uit de familie van de kortschildkevers (Staphylinidae).

## Soort
- Hydrosmecta subalgarum Pace, 1999